# Kosma (Papachristos)
Kosma, imię świeckie Konstandinos Papachristos (ur. 1945 w Skutesiadi, zm. 3 stycznia 2022 w Atenach) – duchowny Greckiego Kościoła Prawosławnego, od 2005 metropolita Etolii i Akarnanii.

## Życiorys
Święcenia diakonatu i prezbiteratu przyjął w 1974. Chirotonię biskupią otrzymał 8 października 2005.
Zmarł w 2022 r. na COVID-19.